# Are Strandli
Are Strandli (Stavanger, 18 agosto 1988) è un canottiere norvegese, vincitore della medaglia di bronzo nel 2 di coppia pesi leggeri a Rio de Janeiro 2016 insieme ad Kristoffer Brun.

## Palmarès
- Olimpiadi

Rio de Janeiro 2016: bronzo nel 2 di coppia pesi leggeri.
- Campionati del mondo di canottaggio

Chungju 2013: oro nel 2 di coppia pesi leggeri.
Amsterdam 2014: bronzo nel 2 di coppia pesi leggeri.
Aiguebelette-le-Lac 2015: bronzo nel 2 di coppia pesi leggeri.
- Campionati europei di canottaggio

Siviglia 2013: argento nel 2 di coppia pesi leggeri.
Belgrado 2014: bronzo nel 2 di coppia pesi leggeri.
Poznan 2015: bronzo nel 2 di coppia pesi leggeri.
Brandeburgo 2016: bronzo nel 2 di coppia pesi leggeri.
Glasgow 2018: oro nel 2 di coppia pesi leggeri.